# Kostel svatého Josefa (Krásná)
Poutní kostel svatého Josefa v lokalitě Krásná (něm. Schumburg, počeštěně Šumburk) je barokní sakrální stavbou na parcele v katastrálním území roztroušené vsi Jistebsko, která je, stejně jako Krásná, jednou ze sedmi částí obce Pěnčín v okrese Jablonec nad Nisou v Libereckém kraji.

## Historie
Roku 1756 byla postavena péčí zdejšího známého a legendami opředeného doktora Jana Josefa Antonína Eleazara Kittla původní barokní kaple v Krásné (zvané tehdy Šumburk), která byla vysvěcena až 19. března 1760. Kittel dal v kapli postavit roku 1761 tzv. Svaté schody, v jejichž 28 stupních byly uloženy relikvie osmi svatých, což dosvědčuje zdejší autentika, datovaná v Římě. Papež Klement XIII. udělil 11. října 1750 zdejším poutníkům plnomocné odpustky. Každoročně se pak přicházelo velké množství poutníků, nejvíce pak 19. března na svátek svatého Josefa. Pouť v Krásné (zvaná šumburská pouť) byla vždy velmi slavná. V letech 1773–1776 byla zednickým mistrem A. Theumerem ze Železného Brodu přistavěna věž a z kaple se stal kostel. V roce 1783 byl založen hřbitov. V 19. století byl kostel častěji upravován, ale k hlavní úprava proběhla v roce 1892, kdy byla patrně přistavěna kruchta. Poté se návštěvnost zvýšila na průměrně tři tisíce poutníků, z nichž asi tisíc přijímalo svátosti. Svaté schody prošly rekonstrukcí v roce 2024.

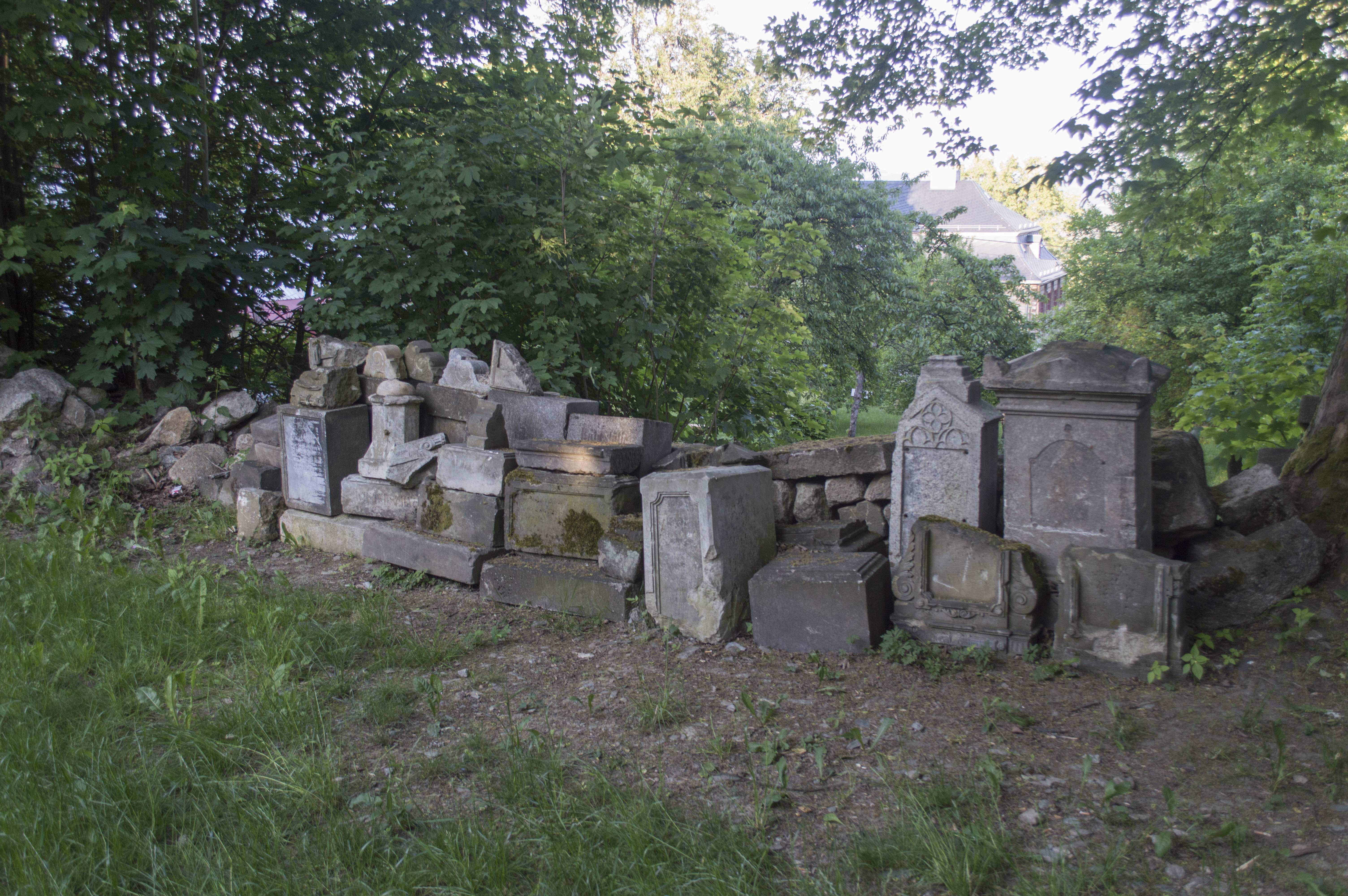
Zbytky hřbitova
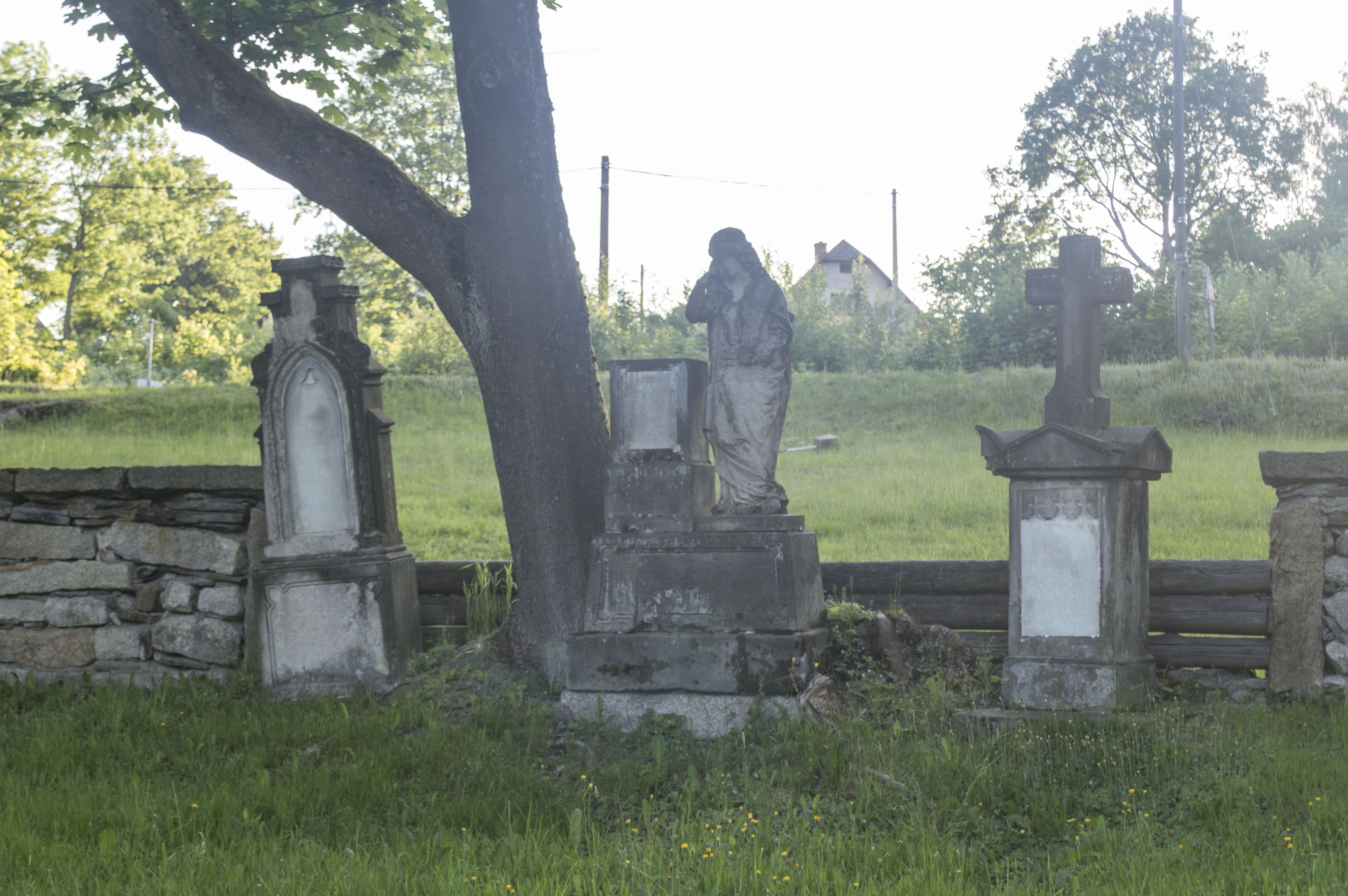
Pomníky na hřbitově

## Architektura
Kostel je orientován k severu. Je jednolodní a obdélný s bočními kaplemi. Má obdélný, půlválcově ukončený presbytář se sakristii s oratoří v patře na východní straně. V jižním průčelí se nachází hranolová věž. Vnějšek kostela je členěn lizénovými rámci. Kostel má obdélná a oválná okna. Věž má lizény na nárožích a obdélný portál. Okna věže jsou se segmentovým záklenkem a nikou se sochou sv. Josefa. Na vrcholu má věž cibulovou báň. Presbytář, loď i kaple mají plochý strop. Podvěží má valenou klenbu s lunetami.
K vybavení kostela patří oltáře, kazatelna a figurální výzdoba Svatých schodů, které pocházejí z 2. poloviny 18. století. Oltářní obrazy byly namalovány v 2. polovině 19. století.

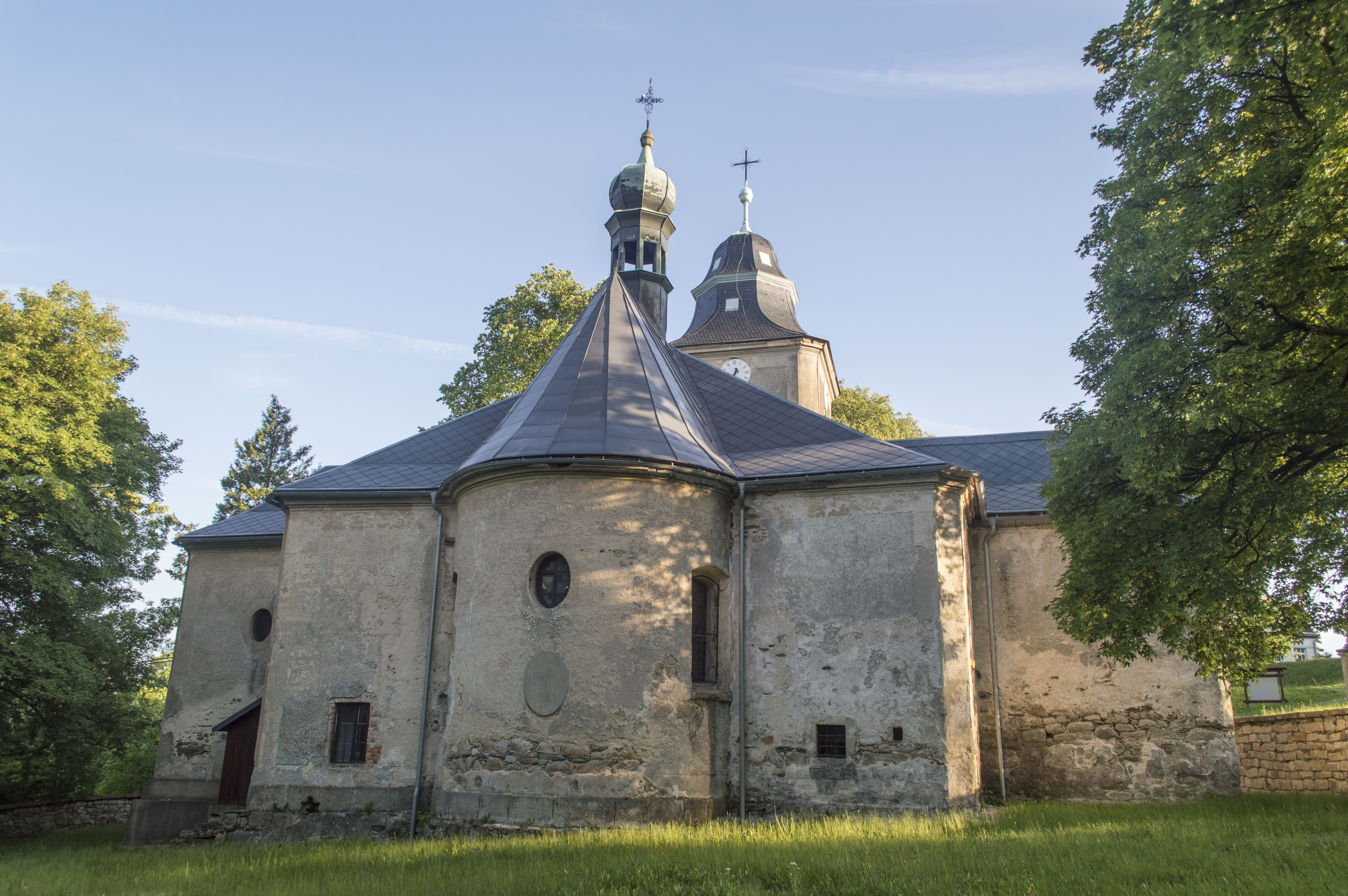
Závěr kostela
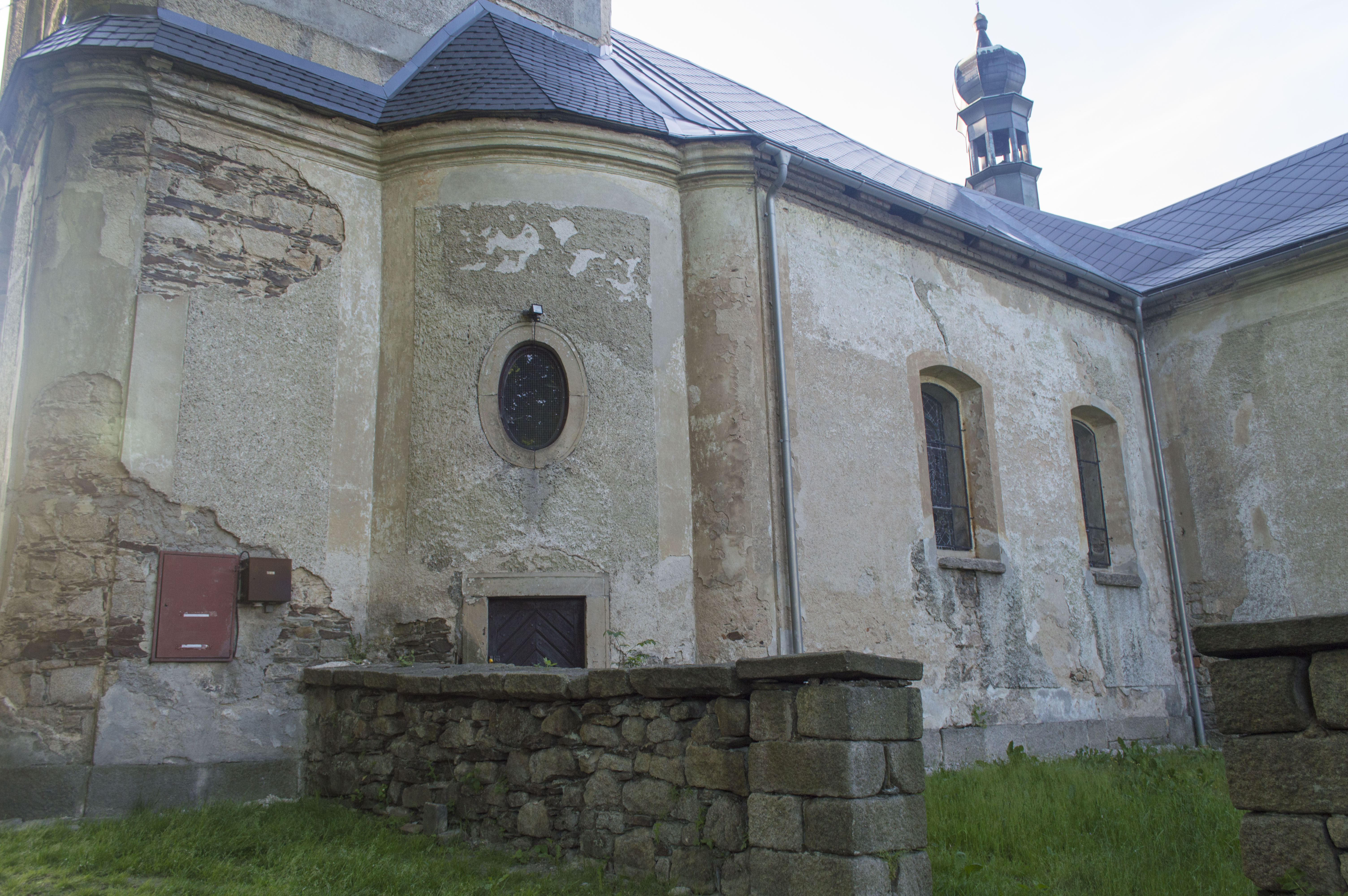
Východní strana

## Okolí kostela
Nedaleko od kostela stojí barokní kaple nad studánkou. Pochází zřejmě z roku 1773. Je obdélná a má valenou klenbu s lunetami. Další kaple v obci je výklenková, ukončená trojúhelníkovým štítem. Barokní patrová budova fary pochází z 18. století. Upravována byla v letech 1864 a 1877. Přízemní prostory fary mají valenou klenbu s lunetami. Nedaleko stojící Morový sloup se sochami světců a sousoším Nejsvětější Trojice byl dle nápisu na podstavci vytvořen pražským sochařem Josefem Lederem a kameníkem Godefridem Lawaczem z podnětu Josefa Kittla roku 1772. Sousoší bylo povrchově upravené roku 1846. V roce 1889 bylo obnoveno a vybaveno sochami Immaculaty a českých patronů. Místní socha sv. Josefa na dvou sloupech pochází ze 2. poloviny 18. století.

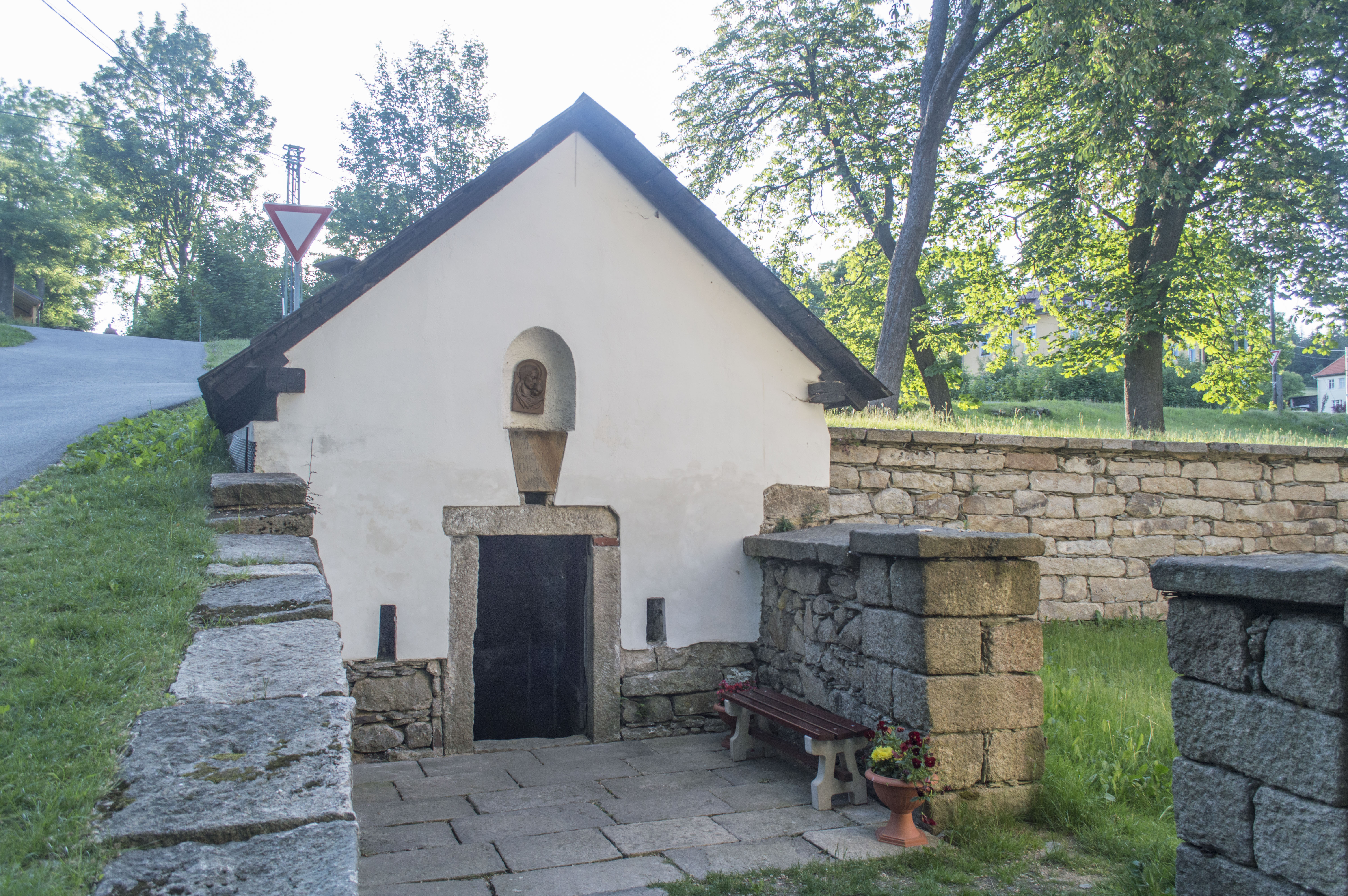
Studánka u kostela
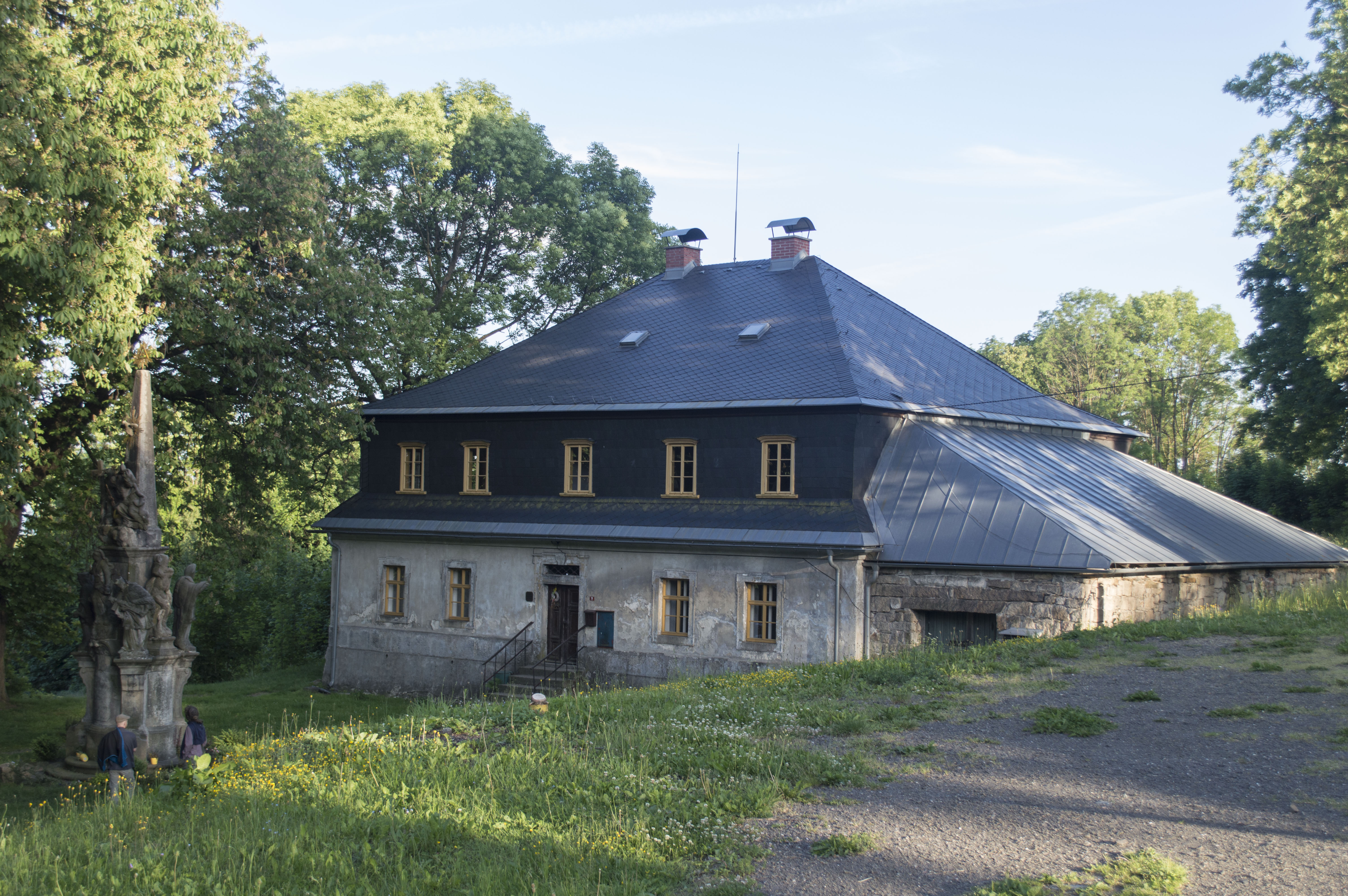
Barokní fara
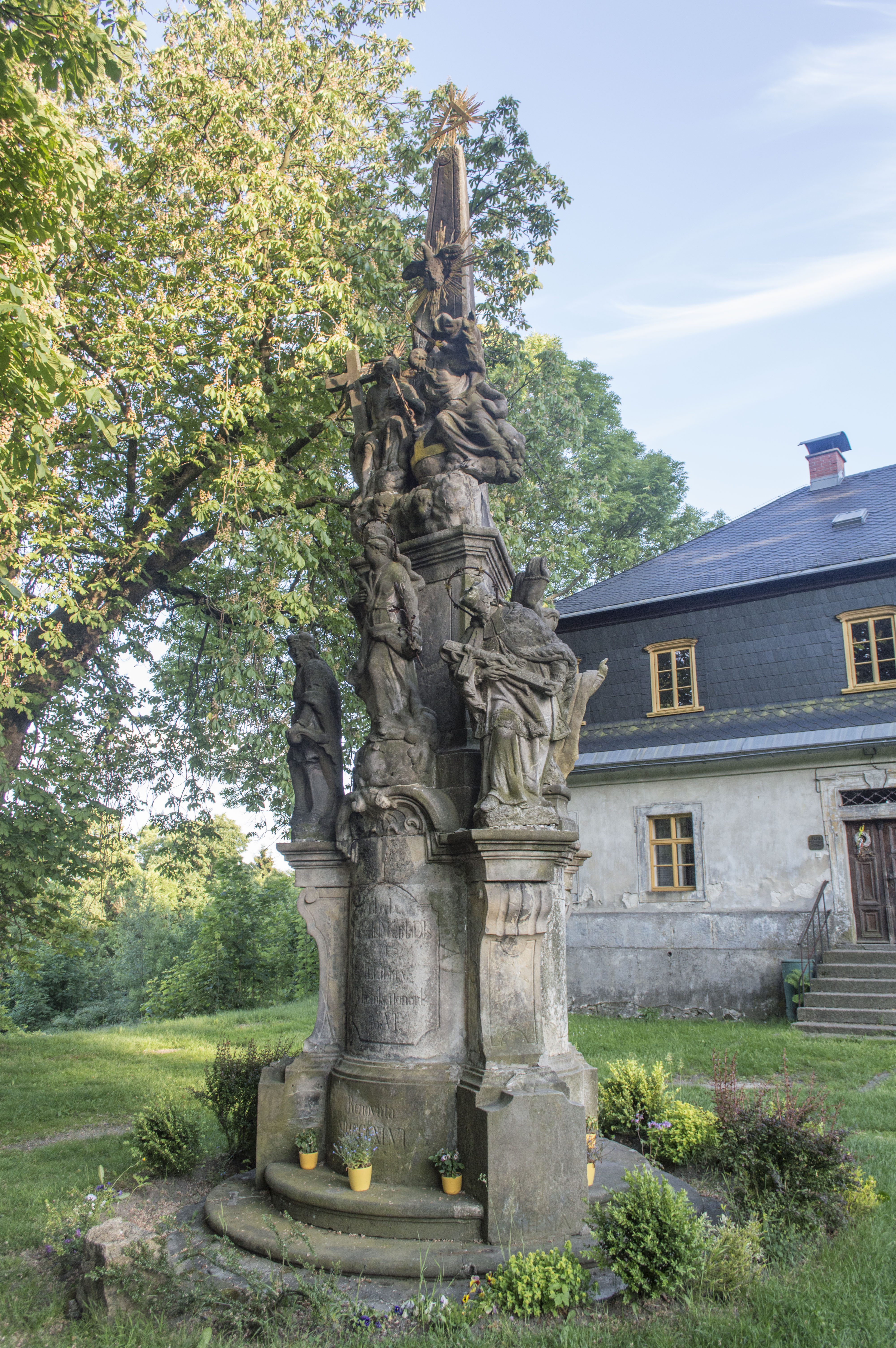
Morový sloup
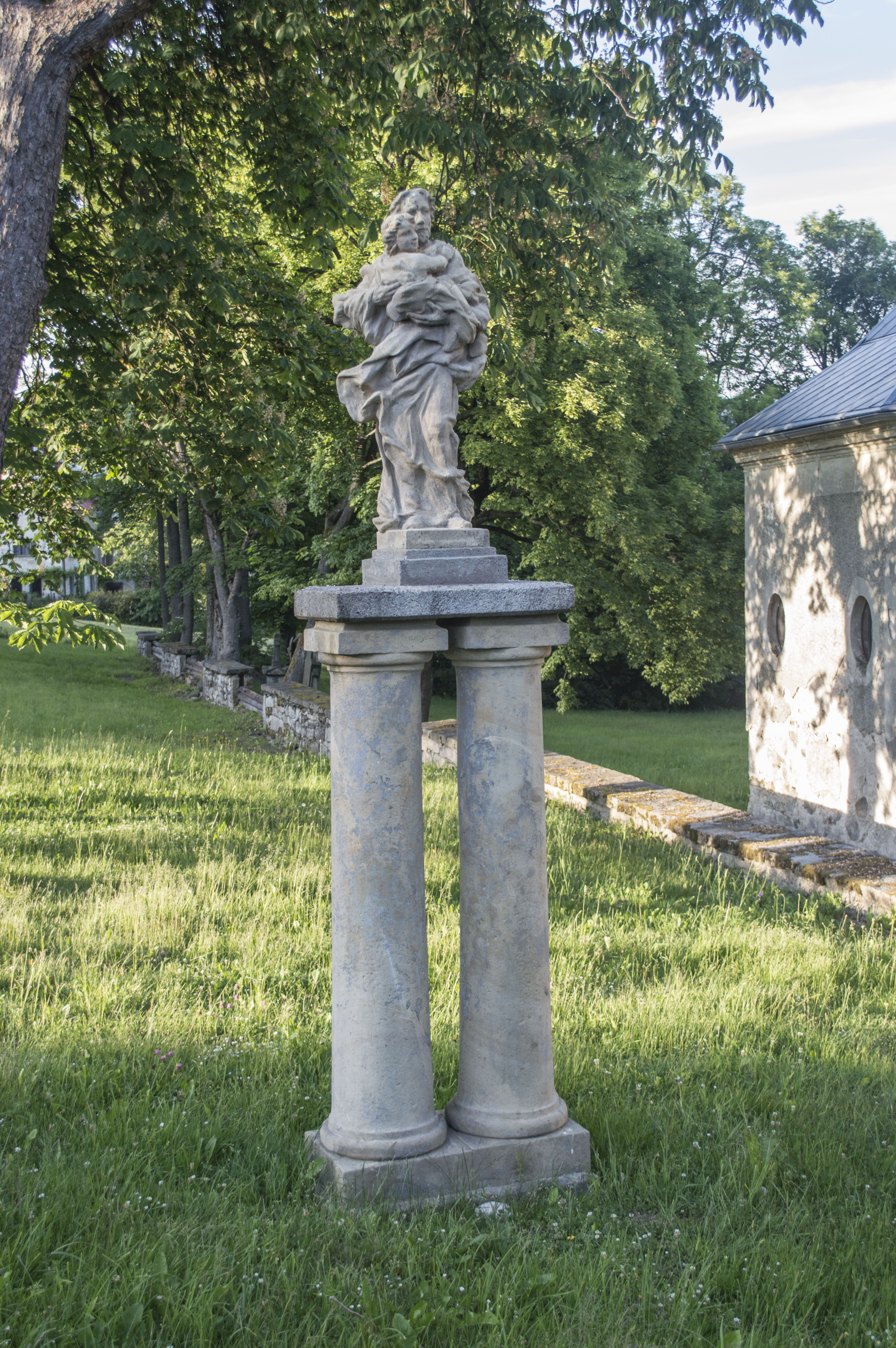
Socha svatého Josefa
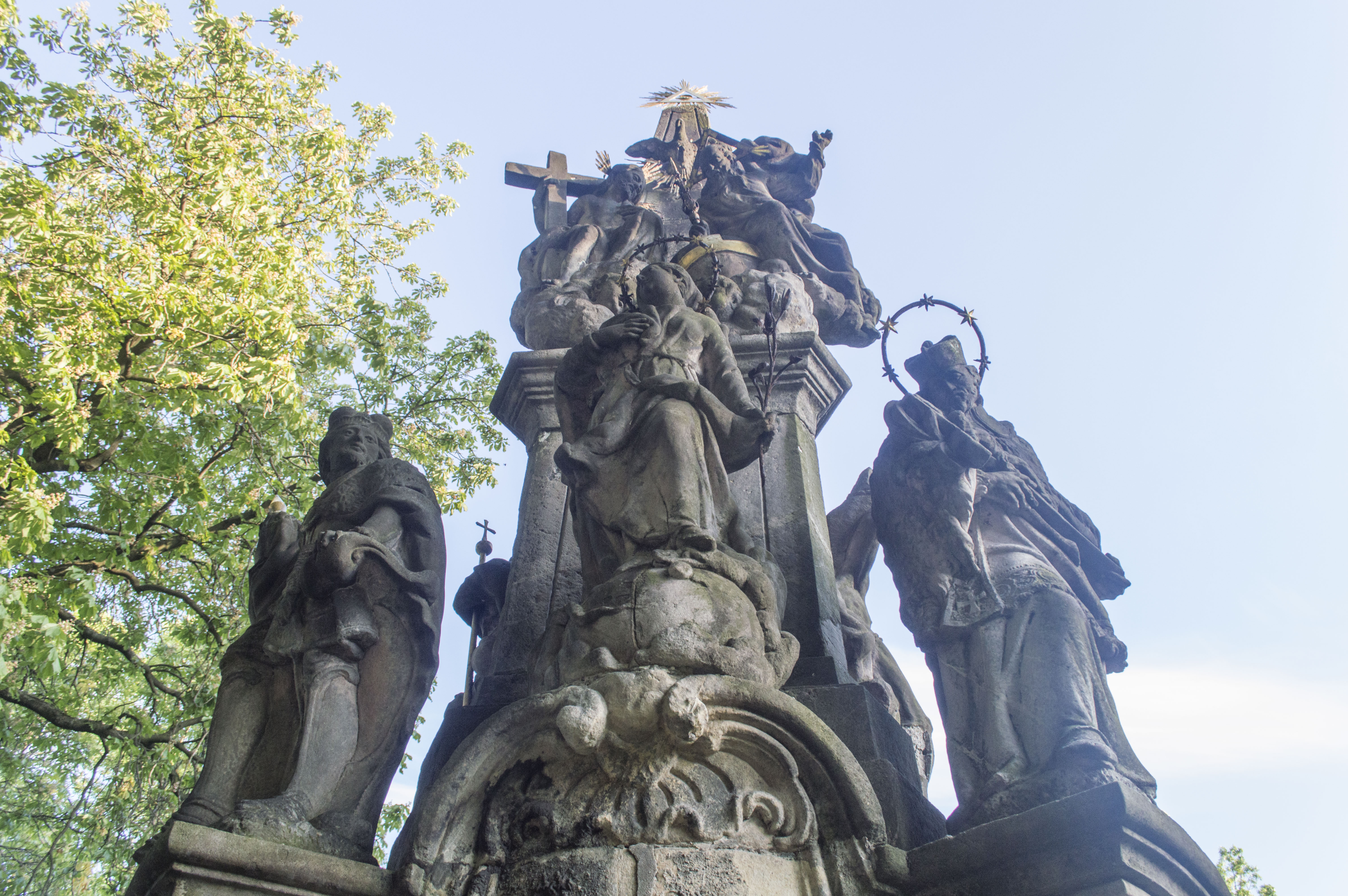
Morový sloup se sochami světců a sousoším Nejsvětější Trojice